# محمد حازم شريف بقلة
محمد حازم محمد شريف بقلة هو طبيب سوري وأحد الشخصيات البارزة في المجال الطبي والإنساني. يشغل منذ ديسمبر 2024 منصب رئيس جمعية الهلال الأحمر العربي السوري.

## التعليم
تخرج بقلة في جامعة دمشق عام 1986 حاصلاً على شهادة الطب البشري، ثم نال اختصاصاً في أمراض وجراحة الأنف والأذن والحنجرة.

## المسيرة المهنية
عمل في مشافي وزارة الدفاع السورية بين عامي 1990 و1992.

## العمل الإنساني
انضم بقلة إلى منظمة الهلال الأحمر العربي السوري عام 2008 وتولى منصب مدير الخدمات الطبية التطوعية. وفي عام 2012 أصبح رئيس لجنة الصحة والمستوصفات في فرع دمشق.
في 19 ديسمبر 2024 تم تعيينه رئيساً للمنظمة بقرار من حكومة تصريف الأعمال، خلفاً لخالد حبوباتي.

## المناصب الأخرى
- رئيس الجمعية السورية لمكافحة السل والأمراض التنفسية.[3]
- نائب رئيس الشبكة الإقليمية العربية لمكافحة الإيدز.[3]
- مؤسس جمعية "لمسة شفاء" التي تقدم العمليات الجراحية للأطفال المحتاجين.[3]